# Nijni Kuium
Nijni Kuium (en rus Нижний Куюм) és un poble de la República de l'Altai, a Rússia. El 2016 tenia 21 habitants. Nijni Kuium es troba a la vall del riu Kuium, a 26 km al nord-est de Txemal, la seu administrativa de la província.